# Сельское поселение «Догой»
Сельское поселение «Догой» (бур. Догойн hомон) — муниципальное образование в составе муниципального района «Могойтуйский район» Агинского Бурятский округа в Забайкальском крае Российской Федерации.
Административный центр сельского поселения — село Догой.
В состав сельского поселения входит три населённых пункта:
1. село Догой;
2. село Харганаша;
3. село Уронай.

## География
Территория — 3813 га. Представляет собой равнины и плоскогорья.

## Население
| 2010 | 2011  | 2012 | 2013 | 2014 | 2015 | 2016 |
| ---- | ----- | ---- | ---- | ---- | ---- | ---- |
| 1033 | ↘1029 | ↘982 | ↘958 | ↘936 | ↘926 | ↘913 |
| 2017 | 2018  | 2019 | 2020 | 2021 |      |      |
| ↗919 | ↘885  | ↘859 | ↘858 | ↘527 |      |      |

## Власть
Глава администрации сельского поселения Дарижапов Рыкзын Намсараевич. Председатель представительного органа Жамбалова Хорло Батомункуевна.

## Экономика
- колхоз «Догой» (племенное животноводство)[14][15].

## Образование
В селе Догой: Догойский сельский национальный лицей, детский сад, спортивная школа.

## Социальная сфера
В селе Догой имеются Дом культуры, Догойский народный театр, сельская врачебная амбулатория, музей.

## Транспорт
По территории муниципального образования проходят пути — Читинского отделения Забайкальской железной дороги и автомобильная дорога федерального значения Чита — Забайкальск, далее в город Маньчжурия (КНР).

## Лагерь
В 2008 году в селе Уронай закончилось строительство ДООЦ «Наран». В лагере одновременно могут проживать до 250 детей и работников лагеря. В лагере проводятся различные мероприятия, турниры и конкурсы. В лагере есть свой DJ.